# Roel de Mon Award
De Roel de Mon Award is een Nederlandse sportprijs die sinds 1969 wordt uitgereikt.

## Beschrijving
Het is een onderscheiding die vanuit de KNBSB (Koninklijke Nederlandse Baseball en Softbal Bond) jaarlijks wordt uitgereikt aan de beste Nederlandse werper uit de landelijke juniorencompetitie Honkbal.

## Vernoeming
De prijs is genoemd naar Roel de Mon, een legendarische Nederlandse honkballer die een van de snelste werpers ooit was. Tot het einde van de jaren zeventig heette de juniorencompetitie ook de Roel de Mon competitie.

## Aanmoediging
De prijs geldt als aanmoediging voor aankomend talent en vele winnaars zijn later uitgegroeid tot zeer bekende honkballers.

## Winnaars
- 1969: Robbie de Graeve (HCAW)
- 1970: Charles Urbanus jr. (OVVO)
- 1971: Cor Peitsman (Neptunus)
- 1972: Henk Meijer (Sparta)
- 1973: Henk Meijer (Sparta)
- 1974: Alfons Beentjes (Haarlem Nicols)
- 1975: Rob van der Zande (Haarlem Nicols)
- 1976: Haitze de Vries (Pirates)
- 1977: Stephan Koops (Haarlem Nicols)
- 1978: Eric Otter (Tex Town Tigers)
- 1979: Tony Benningshof (Sparta)
- 1980: Marco Loevendie (Pirates)
- 1981: Tony Cohen (Pirates)
- 1982: Harry Koster (Neptunus)
- 1983: Jeroen Kwakernaak (Storks)
- 1984: Ruud Schnitker (Pirates)
- 1985: Andre van de Reep (Euro Stars)
- 1986: Michiel Reuvers (Kinheim)
- 1987: Ted Schopman (Kinheim)
- 1988: Eric Lommerde (Flying Petrels)
- 1989: Wessel Rommens (Jeka)
- 1990: Christiaan Ruggenberg (Twins)
- 1991: Christiaan Ruggenberg (Twins)
- 1992: Patrick de Lange (Pirates)
- 1993: Erroll Alexander (Kinheim)
- 1994: Patrick Beljaarts (Kinheim)
- 1995: Perry Hoetjes (Double Stars)
- 1996: Tom van Limburg (Pioniers)
- 1997: Erik Lindeman (Alphians)
- 1998: Robin van Doornspeek (DSS)
- 1999: David Bergman (Pioniers)
- 2001: Alexander Smit (PSV)
- 2002: Alexander Smit (PSV)
- 2003: Jimmy van der Veldt (Kinheim),
- 2004: Kevin Heijstek (Unicorns)
- 2005: Kevin Heijstek (Neptunus)
- 2006: Kevin Miner (Amsterdam Pirates)
- 2007: Kevin Miner (Amsterdam Pirates)
- 2008: Robin van Eis (Kinheim)
- 2009: Jim Ploeger (Almere '90)
- 2010: Niels Harteveld (Neptunus)
- 2011: Jerremyh Angela (Pirates)
- 2012: Tony Kreisel (HCAW)
- 2013: Misja Harcksen (Unicorns)
- 2014: Maickel Rietel (HCAW)
- 2015: Tom de Blok (Pirates)
- 2016: Donny Breek (DSS)
- 2017: Donny Breek (DSS)
- 2018: Sem Robberse (HCAW)
- 2022: Brandon Herbold (Neptunus)
- 2023: Maxwell Cornelissen (HCAW)